# لقمه‌ماهی دندان‌لوله‌ای
لقمه‌ماهی دندان‌لوله‌ای (نام علمی: Himantura lobistoma) نام یک گونه از سرده لقمه‌ماهی‌های شلاقی است.